# Jean-Joseph de Mondonville
Jean-Joseph de Mondonville (pokřtěn 25. prosince 1711 Narbonne – 8. října 1772 Belleville), též známý jako Jean-Joseph Cassanéa de Mondonville, byl francouzský hudební skladatel a houslista.

## Život
Jean-Joseph de Mondonville se narodil koncem prosince v Narbonne, v jihozápadní Francii do zchudlé aristokratické rodiny. O jeho studijních letech není nic známo. V roce 1733 mu vyšel tiskem cyklus houslových sonát a v témže roce odešel do Paříže. Pro své houslové umění získal přízeň královské milenky Madame de Pompadour. Ta mu dopomohla mimo jiné k místu houslisty v orchestru, který účinkoval na veřejných koncertech zvaných Concert Spirituel. Odtud odešel na čas do Lille, kde účinkoval na koncertech Concert de Lille.
Po návratu do Paříže v roce 1739 se stal dvorním houslistou i houslistou královské kaple. U dvora provedl okolo 100 koncertů. Jeho Grand Motet získala kladný ohlas. V roce 1744 byl jmenován sous-maître královské kaple a v roce 1744 jejím intendantem. Komponoval opery, balety i moteta. Napsal rovněž tři oratoria. Po smrti Pancrace Royera se stal ředitelem koncertů Concert Spirituel.
Zemřel dne 8. října 1772 v Belleville v blízkosti Paříže ve věku šedesáti let.

## Dílo

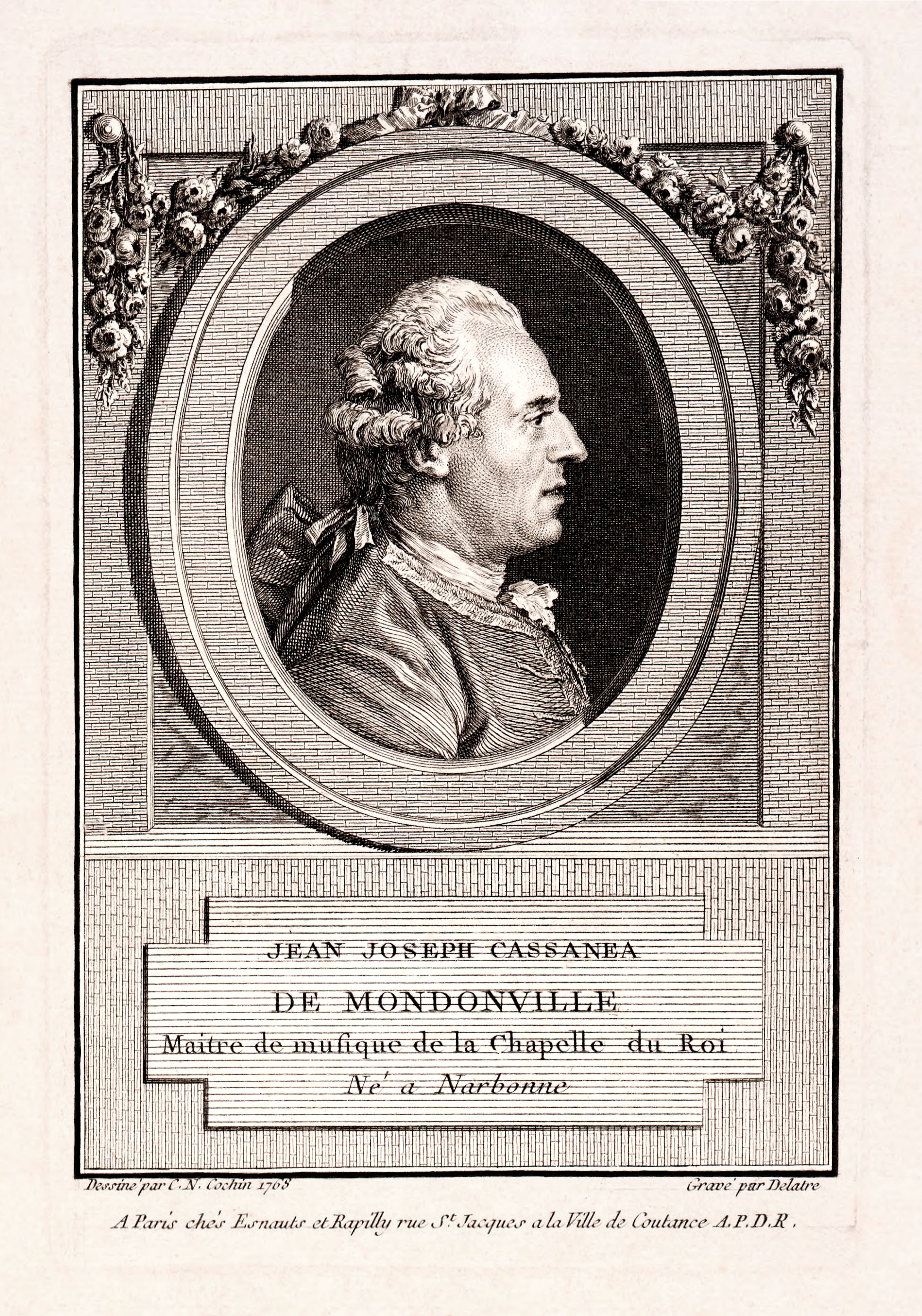
Jean-Joseph Mondonville na rytině Charlese-Nicolase Cochina.

### Jevištní díla
- Isbé, pastorale héroïque, op.6 (libreto Henri-François de la Rivière, 1742 Paříž)
- Bacchus et Erigone, balet (libreto Charles Antoine Le Clerc de La Bruère, 1746 Versailles)
- Le Carnaval du Parnasse, ballet héroïque, op. 7 (libreto Louis Fuzelier, 1749 Paříž)
- Vénus et Adonis, ballet héroïque (libreto Jean-Baptiste Collet de Messine, 1752 Paříž)
- Titon et L'Aurore, pastorale héroïque, op. 8 (libreto Abbé de La Marre, 1753 Paříž)
- Daphnis et Alcimadure, pastorale languedocienne, op. 9 (libreto J.-J. Cassanéa de Mondonville, 1754 Fontainebleau)
- Les Fêtes de Paphos, ballet héroïque, op. 10 (1. Entrée: Vénus et Adonis, 2. Entrée: Bacchus et Erigone, 3. Entrée: L'Amour et Psyché; libreto Fusée de Voisenon, 1758 Paříž)
- Thésée, tragédie (libreto Philippe Quinault, 1765 Fontainebleau)
- Les Projets de l'Amour, opéra-ballet (libreto Fusée de Voisenon, 1771 Versailles)

### Oratoria
Hudba vesměs ztracena.
- Les Israëlites à la Montagne d'Oreb (1758)
- Les fureurs de Saül (1759)
- Les Titans, podle básně C.-H. de Fusée de Voisenona (1760)

### Instrumentální díla
- Sonates, pour violon et basse continue, op. 1 (1733)
- Sonates en trio, 2 violons ou flûtes, basse continue, op. 2 (1734)
- Pièces de clavecin en sonates, clavecin violon (arrangé en « 6 sonates a 4, pour 2 violons, hautbois, basson, basse continue) op. 3 (1734)
- Concert à trois chœurs (1738, ztraceno)
- Les sons harmoniques, sonates, violon, basse continue, op. 4 (1738)
- Concerto pour violon (1739, ztraceno)
- Concert de violon avec chant (1747, ztraceno)
- Pièces de clavecin, calvecin, violon ou voix, op. 5 (1748)
- Concert de violon avec voix, orchestre et choeurs (1752, ztraceno)

### Moteta
- Bonum est, grand motet
- Cantate Domino, grand motet
- Coeli enarrant gloriam Dei, grand motet
- De profundis, grand motet
- Dominus regnavit, grand motet sur le psaume 92
  - 1. Dominus regnavit
  - 2. Etenim firmavit
  - 3. Parata sedes
- Exultate justi, grand motet
- In exitu Istrael, grand motet
- Jubilate Deo omnis terra, grand motet
- Lauda Jerusalem, grand motet
- Laudate Dominum quoniam bonus, grand motet
- Laudate Dominus omnes gentes, grand motet
- Magnus Dominus, grand motet
- Nisi Dominus, grand motet
- Omnes gentes, grand motet
- Quam dilecta, grand motet
- Qui confidunt, grand motet
- Regina coeli, petit motet
- Simulacra gentium, petit motet
- Venite exultemus, grand motet